# Adrien-Henri de Jussieu
Adrien-Henri de Jussieu (París 23 de diciembre de 1797 - París 29 de junio de 1853) fue un médico y botánico francés.

## Biografía
Adrien Jussieu nació en París; era hijo del botánico Antoine L. de Jussieu, se doctoró en Medicina en 1824 con una tesis sobre la familia de plantas de las Euphorbiaceae: De euphorbiacearum generibus medicisque earumdem viribus tentamen.
Cuando su padre se jubiló en 1826, lo sucedió en el Jardin des Plantes; en 1845 llegó a ser profesor de organografía de plantas. También llegó a ser presidente de la Academia Francesa de Ciencias.
Su publicación principal fue Cours élémentaire de botanique (París) y la Géographie botanique (París, 1846), además de varias monografías, la más notable, la que trata sobre la familia Malpighiaceae.

## Honores
El asteroide (9470) Jussieu lleva este nombre en honor de la familia Jussieu.

## Obras
- De euphorbiacearum generibus medicisque earumdem viribus tentamen , 1824
- Thèse sur la famille des Euphorbiacées, 1824
- Monographie des Rutacées, 1825
- Flora Brasiliae Meridionalis (3 vol., 1825—1832)
- Mémoire sur le groupe des Méliacées, 1830
- Recherches sur la structure des plantes monocotylédones, Paris, 1839
- Cours élémentaire de botanique (Paris, 1840,
- Monographie des Malpighiacées, 1843
- Géographie botanique, 1845

- La abreviatura «A.Juss.» se emplea para indicar a Adrien-Henri de Jussieu como autoridad en la descripción y clasificación científica de los vegetales.[1]
- La abreviatura «Adr.Juss.» se emplea para indicar a Adrien-Henri de Jussieu como autoridad en la descripción y clasificación científica de los vegetales.[2]